# Fünffarbennonne
Die Fünffarbennonne (Lonchura quinticolor), auch Fünffarbiger Muskatvogel genannt, ist eine Art aus der Familie der Prachtfinken. Es werden mehrere Unterarten unterschieden.

## Beschreibung
Die Fünffarbennonne erreicht eine Körperlänge von 11,5 bis 12,5 Zentimeter. Es besteht kein Sexualdimorphismus.
Der Kopf ist hell kastanienbraun, wobei die Kopfseiten eine feine, weißliche Schaftstrichelung aufweisen. Die Kehle ist häufiger etwas dunkler als das übrige Kopfgefieder. Der hintere Bürzel, die Oberschwanzdecken und die Säume der Schwanzfedern sowie das mittlere Schwanzfederpaar sind orange- bis strohgelb. Die übrige Körperoberseite ist gelblich braun. Die Brust und die vordere Körperunterseite sind weiß, die Schenkel, die Unterschwanzdecken und die hinteren Körperseiten dagegen schwarz. Die Augen sind dunkelbraun mit einem hellgrauen Lidrand. Der Schnabel ist blass schiefergrau und hellt an der Basis zu einem hornfarbenen Ton auf. Die Beine und Füße sind bleigrau. Jungvögel unterscheiden sich von den adulten Vögeln durch ihre rötlichbraune Körperoberseite. Die Körperunterseite ist bei ihnen gelblich braun.

## Verbreitung und Lebensweise
Das Verbreitungsgebiet der Fünffarbennonne sind die Inseln Lombok, Sumbawa, Flores, Alor, Sumba, Timor, Sermata und Babar. Die Art gilt nirgendwo als häufig. Ihr Lebensraum ist Grasland und Reisfelder bis in Höhenlagen von 1.200 Metern. Die Lebensweise der Fünffarbennonne ist im Freiland bislang wenig erforscht, vermutlich unterscheidet sie sich nicht von denen anderer Nonnen-Arten.
Das Fortpflanzungsverhalten ist bislang nur an Vögeln beobachtet worden, die in menschlicher Obhut gepflegt wurden. Der Nestbau geht sehr schnell vonstatten und die Vögel verbauen bevorzugt grobes, breitblättriges Material. Das Nest wird gewöhnlich freistehend in dichtem Gestrüpp und Schilfbüscheln errichtet. Die Gelegegröße beträgt gewöhnlich fünf bis sechs Eier. Beide Elternvögel sind an der Bebrütung der Eier beteiligt. Die Brutdauer beträgt vierzehn bis sechzehn Tage. Die Jungvögel werden von den Elternvögeln während ihrer ersten zehn Lebenstage durchgängig gehudert, danach übernachtet in der Regel ein Elternvogel im Brutnest. Die Jungvögel sind normalerweise nach zwei bis drei Wochen selbständig. Die Jugendmauser beginnt, wenn die Jungvögel zwei Monate alt sind, und ist nach drei bis vier Monaten abgeschlossen.

## Haltung
Fünffarbennonnen wurden erstmals im Sommer 1939 durch einen Sammler des Zoologischen Gartens von London nach Europa eingeführt. Eine weitere Einfuhr erfolgte erst 1976. Die Erstzucht gelang im Jahre 1980. Fünffarbennonnen wurden danach mehrfach in größerer Stückzahl importiert, aber als nicht sonderlich farbenprächtige Art wurde die Fünffarbennonne nur in geringem Maße nachgezüchtet.

## Belege

### Einzelbelege
1. ↑  Nicolai et al., S. 280.
2. ↑  Nicolai et al., S. 278 und S. 279.

## Weblink
- Lonchura quinticolor in der Roten Liste gefährdeter Arten der IUCN 2013.1. Eingestellt von: BirdLife International, 2012. Abgerufen am 9. Oktober 2013.